# Kingdom Hearts
A Kingdom Hearts (キングダムハーツ; Hepburn: Kingudamu Hātsu; magyaros átírással Kingudamu Hazu) egy kaland-RPG amit a Squaresoft (most Square Enix) készített és adott ki 2002-ben PlayStation 2-re. Ez a játék az eredménye a Square és a The Walt Disney Company együttműködésének. A játék a Disney animációk karaktereit és elemeit kombinálja a Square Final Fantasy című sorozatából vettekkel. A történet egy fiatal fiú, Sora sötétség elleni harcát követi. Küldetése során csatlakozik hozzá Donald kacsa és Goofy, klasszikus Disney karakterek, akik végig segítik útján.
A Kingdom Hearts eltér a Square megszokott RPG-itől, köszönhetően a játékba helyezett jelentős mennyiségű akció-kaland elemnek. Ezen kívül az angol szinkron rengeteg sztárt alkalmaz, köztük a Disney karakterek eredeti hangjait. Kingdom Hearts volt a már régóta tervezőként dolgozó Tetsuya Nomura első munkája igazgatóként.
A játék sokak által dicsért egyaránt az akció és RPG szokatlan kombinációja miatt, és  a Square és Disney elemek nem várt, de kellemes harmóniája miatt. A számos bezsebelt év végi Legjobb videójátéknak járó díjnak köszönhetően uralkodó szerepe volt a 2002-es szünidei időszakban és kihívta magának a Sony Greatest Hits címet. Kiadása óta, több, mint 5,6 milliót adtak el belőle világszerte és már két folytatás is készült hozzá. Három másik Kingdom Hearts játék készül amik kapcsolatban vannak egy másik, még be nem jelentett játékkal.

## Történet
|  | Alább a cselekmény részletei következnek! |

Destiny Island egy fantasztikus hely, ami gyerekek nevetésével van megtelve. Főszereplőink Sora, Riku és Kairi  tizenöt éves kamasz gyermekek, akik különböző világok körbeutazásáról álmodoznak. Ám azt nem sejtik, hogy komoly veszély vár rájuk. Egy viharos éjszakán sötétség borítja be Destiny Island-t. Sora egy másik világban ébred fel, Traverse  Town-ban. Reméli hogy végre valóra válthatja álmait, de barátai Riku és Kairi nincsenek Vele. Időközben Donald, az Udvari Főmágus és Goofy, a Testőrség Kapitánya elindul Disney kastélyból, a királyuk megbízásából, a Kulcsot és annak a tulajdonosát keresni. Ezen kívül van egy üzenetük a királytól.-Valakinél ott van, a Kulcs. De nem akár milyen Kulcs a túlélésük kulcsa. Szükségük van a Kulcs használójára. Az illető nem más, mint Sora. Hogy megtalálja Kairit és Rikut, és hogy felfedezze mi történik a világukkal, Sora csatlakozik Donaldhoz és Goofyhoz, így kezdik hőseink a vándorútjukat. Bejárnak sok Disney-világot, később eljutnak Hollow Bastion-ba, és itt találkoznak a Szörnyeteggel, akinek szerelmét, Belle-t Riku és Maleficent, a gonosz tündér rabolt el. Hőseink elindulnak megmenteni Belle-t és Kairi-t, és egy hosszú harc után legyengítik Maleficent-et, azonban a már sötét erővel rendelkező Riku felerősíti a boszorkányt, aki egy hatalmas sárkánnyá változik. Négy hősünknek sikerül elpusztítaniuk a lényt, azonban a nagyteremben kiderül az igazság:nem Maleficent volt a legfőbb ellenség, hanem a Riku-t megszálló, sötét erővel bíró férfi, Ansem terve volt az egész. Ansem terve az, hogy a hercegnők szívét (beleértve Kairi-ét is) felhasználva megnyissa az utolsó kulcslyukat, mely a Kingdom Heartshoz vezet. Sora megszabadítja Ansemtől Riku-t, majd önfeláldozással kiszabadítja az összes hercegnőt(Belle, Hófehérke, Hamupipőke, Alice, Csipkerózsika).Riku megszabadítása után Sora egy Heartless-é változik, de nem veszíti el emberi tudatát. Miután megtalálja Kairi-t, visszaváltozik emberré. Miután bezárták az utolsó kulcslyukat, Sora, Donald és Goofy elmennek az End of the World-be, mely a sötétség által elnyelt világokból jött létre. Ott találnak egy ajtót, és azon keresztül eljutnak Destiny Island-be. Ott összefutnak Ansem-mel, aki felfedi előttük, hogy lassan ezt a világot is elnyeli a sötétség. Azt hiszi, hogy a Kingdom Hearts a sötétség végső gyűjtőhelye. A hosszú harc után Ansem ki akarja nyitni a Kingdom Hearts-hoz vezető ajtót, de az abból kiáramló fény végez vele. De az ajtó másik oldalán a Heartless-ek várnak rájuk, azonban hőseink legyőzik a szörnyeket és bezárják az ajtót Riku és Mickey, Disney-world királya segítségével. Sora elszakad Kairi-tól, de megígéri, hogy visszatér. Majd Destiny Island és a többi sötétség által elnyelt világ újra létrejön. Később Sora, Donald és Goofy meglátják Pluto-t, a kutyát és futni kezdenek utána, azt gondolván, hogy így megtalálják Riku-t és King Mickey-t.
|  | Itt a vége a cselekmény részletezésének! |